# Шишацька археологічна експедиція
Шишацька археологічна експедиція — археологічна експедиція Інституту археології НАН України, яка здійснює дослідження пам'яток археології в околицях селища Шишаки на Полтавщині. Організована у 2009 році і проводить розкопки з невеликою перервою в один рік, у 2011 році, й до сьогодні.

## Діяльність
Експедиція досліджує могильник черняхівської культури, розташований поблизу Шишак. В ході археологічних розкопок було досліджено на сьогодні близько 1650 м² площі пам'ятки, на якій виявлено 156 поховань. Близько 80% поховань склали безінвентарні інгумації, орієнтовані головою у західному напрямку, але зустрічалися й поховання, орієнтовані головою на північ, південь, схід та поховання–кремації.
Експедицію очолювали: у 2009—2010 роках — завідувач відділу палеогончарства Інституту керамології — відділення Інституту народознавства НАН України, кандидат історичних наук Гейко Анатолій Володимирович, з 2012 року — науковий співробітник Інституту археології НАН України, кандидат історичних наук Рейда Роман Миколайович.
У дослідженнях, за сприяння Полтавської обласної ради і Департаменту освіти і науки Полтавської облдержадміністрації, активну участь беруть учні і випускники Полтавської обласної гімназії–інтернату для обдарованих дітей імені А. С. Макаренка (с. Ковалівка, Полтавська область) під керівництвом археолога, заслуженого вчителя України Сергія Васильовича Сапєгіна, а також вихованці гуртка «Археологічне краєзнавство» Полтавського обласного центру туризму і краєзнавства учнівської молоді під керівництвом Н. Д. Бровко та Г. Г. Павелко. З 2018 року на базі експедиції почала діяти польова археологічна школа.